# Mobile Sertoma Open Invitational
O Mobile Sertoma Open Invitational foi um torneio masculino de golfe no PGA Tour, que foi disputado no Mobile Municipal Golf Course, em Mobile, Alabama, na década de 1950 e início da década de 1960. Atualmente, o campo de golfe é conhecido como Azalea City Golf Course.

## Campeões
esta lista pode estar incompleta
- 1962 Tony Lema
- 1961 Gay Brewer
- 1960 Arnold Palmer
- 1959 Billy Casper